# صولجية مقوسة
صولجية مقوسة أو جنبة مخروطية حمراء الحافة (الاسم العلمي: Leucadendron arcuatum)، هي شجيرة حاملة للأزهار تنتمي إلى جنس صولجية وتشكل جزءًا من فنبوس. هذا النبات موطنه مقاطعة كيب الغربية بجنوب إفريقيا.